# Уфа арена
Уфа арена (рус. Уфа-Арена), вишенаменска је дворана у Уфи, Русија. Отворена је 2007. године и има капацитет за око 7.384 људи. Пре свега се користи за утакмице хокеја на леду и домаћи је терен локалном тиму ХК Салават Јулаев, који се такмичи у Континенталној хокејашкој лиги.